# Ка-д’Оро
Ка-д’Оро (итал. Ca' d'Oro, Ca — сокращение от Casa — дом; «Золотой дом») — дворец в Венеции, расположенный на Гранд-канале в районе Каннареджо. Название «Ка-д’Оро» объясняют тем, что в отделке его фасадов была использована техника инкрустации разноцветным мрамором с включением сусального золота (позолота не сохранилась). Каменная ажурная резьба частично была расписана ультрамарином. Дворец является образцом своеобразной венецианской готики близкой так называемому стилю «пламенеющей готики» (фр. Gothique flamboyant).

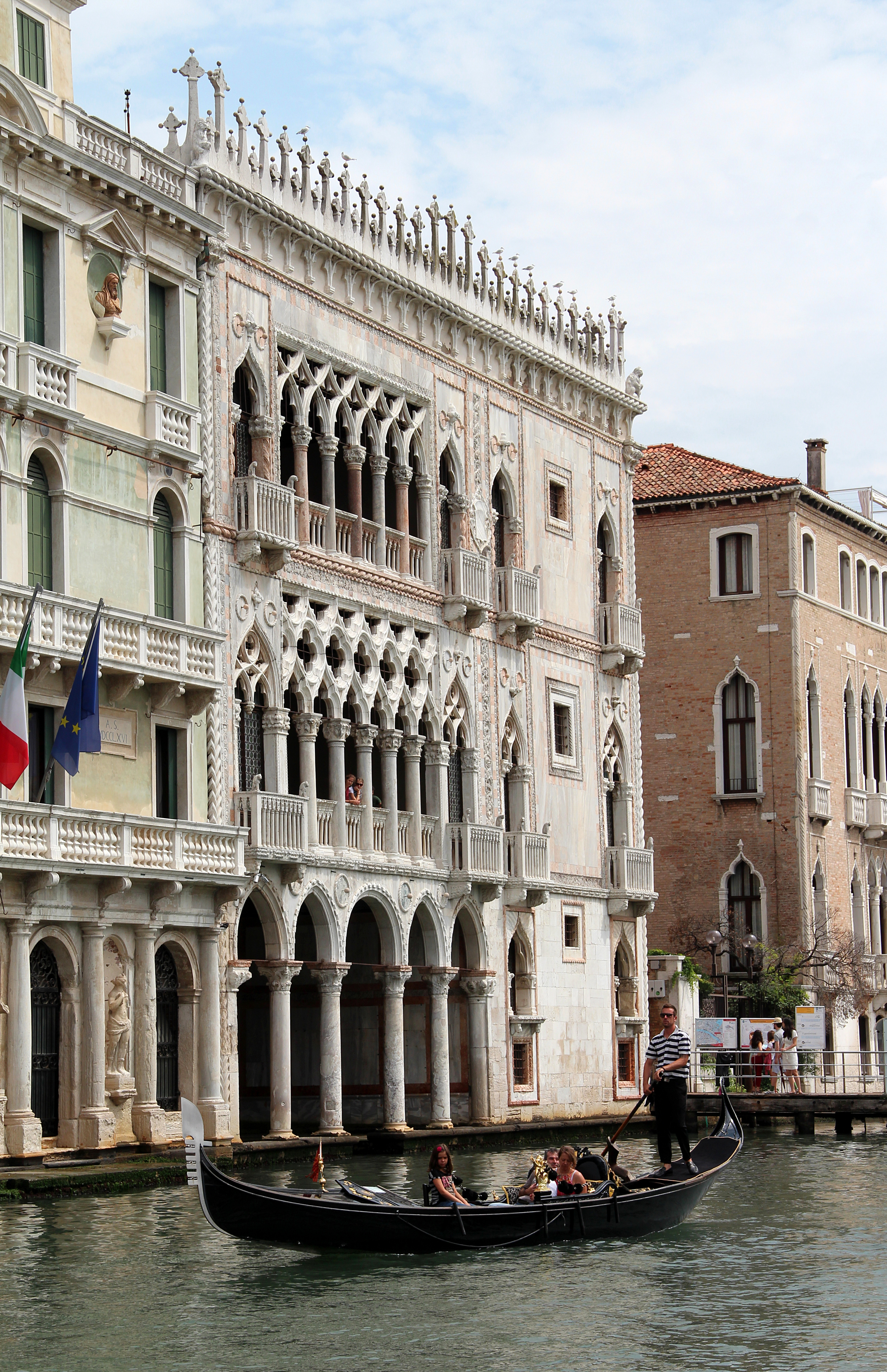
Гондольер на Гранд-канале перед Ка-д’Оро

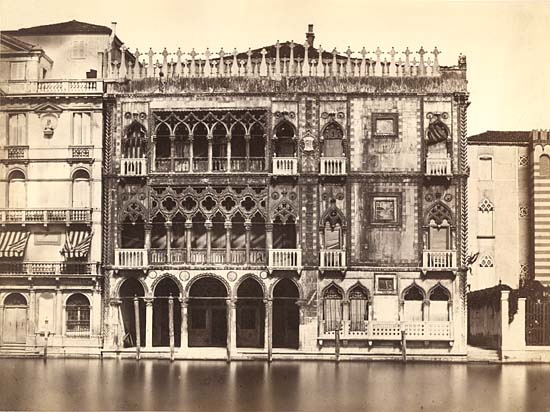
Фасад Ка-д’Оро. Фотография Карло Понти (ок.1823-1893)

## История здания
Здание было построено в XV веке, в 1421—1443 годах, по проекту архитекторов Джованни Бона и его сына Бартоломео Бона. Заказчиком выступил патриций Марино Контарини, прокуратор Сан-Марко, представитель семьи, которая предоставила Венеции восемь дожей между 1043 и 1676 годами. Резчиком по камню был Маттео Раверти.
Ранее на этом месте стоял дворец в романском стиле — Палаццо Дзено (Рalazzo Zeno), полученный Марино Контарини с приданым жены, Соры Дзено (Sora Zeno, ит.). Старый дворец был снесён, однако его фрагменты были сохранены в фасаде Ка-д’Оро. Повторное использование частей романского здания привело к асимметричной структуре фасада и некоторых комнат. После падения Венецианской республики в 1797 году дворец несколько раз менял владельцев. В 1846 году Алессандро Трубецкой приобрёл дворец, находившийся в полуразрушенном состоянии, и подарил его своей возлюбленной, знаменитой танцовщице Марии Тальони, которая осуществила значительные перестройки, в том числе приказала снести лестницу и готические балконы, выходящие во двор.

## Галерея Франкетти
В 1894 году дворец приобрёл его последний владелец, барон Джорджо Франкетти (1865—1927). Он был представителем знатной семьи из Турина. Обучаясь в военном корпусе, отдавал предпочтение изучению музыки и коллекционированию произведений искусства. В 1890 году женился на баронессе Марии Хорнштейн Гогенштоффельн. В 1891 году переехал в Венецию.
Барон много путешествовал, что давало ему возможность собрать значительную коллекцию произведений искусства. Барон лично руководил обширной реставрацией здания, в том числе реконструкцией лестницы и внутреннего двора с мраморной инкрустацией в стиле косматеско, вернув зданию по возможности исторический облик. В ходе реставрации отдельные комнаты были оформлены потолками и стенными панелями, взятыми из других дворцов и обставлены старинной венецианской мебелью. Владелец разместил в отреставрированном здании свою художественную коллекцию. В 1916 году Франкетти завещал дворец итальянскому государству. После смерти барона 18 января 1927 года в Ка-д’Оро была открыта «Галерея Франкетти» (Galleria Giorgio Franchetti alla Ca’ d’Oro).
В галерее в основном представлено венецианское искусство от готики до барокко. В собрании Франкетти имеется шедевр А. Мантеньи — один из вариантов картины «Святой Себастьян», три картины Витторе Карпаччо, в том числе «Благовещение Марии», один из вариантов картины Тициана «Венера перед зеркалом», «Правосудие» (Юдифь, 1508) — фрагмент фрески работы Тициана, ранее находившейся на фасаде Фондако-деи-Тедески на Гранд-канале. Галерея также включает картины Антонио Виварини, Луки Синьорелли, Перуджино, Джованни Доменико Тьеполо, Якопо Понтормо, Антониса Ван Дейка, ведуты Франческо Гварди. Среди скульптур — бронзовая реплика Аполлона Бельведерского работы Якопо Бонаккольси, терракотовая модель для Фонтана четырёх рек Джованни Лоренцо Бернини. Помимо картин и скульптур представлены изделия ручной работы, ренессансные медали, в том числе работы Пизанелло, шпалеры.

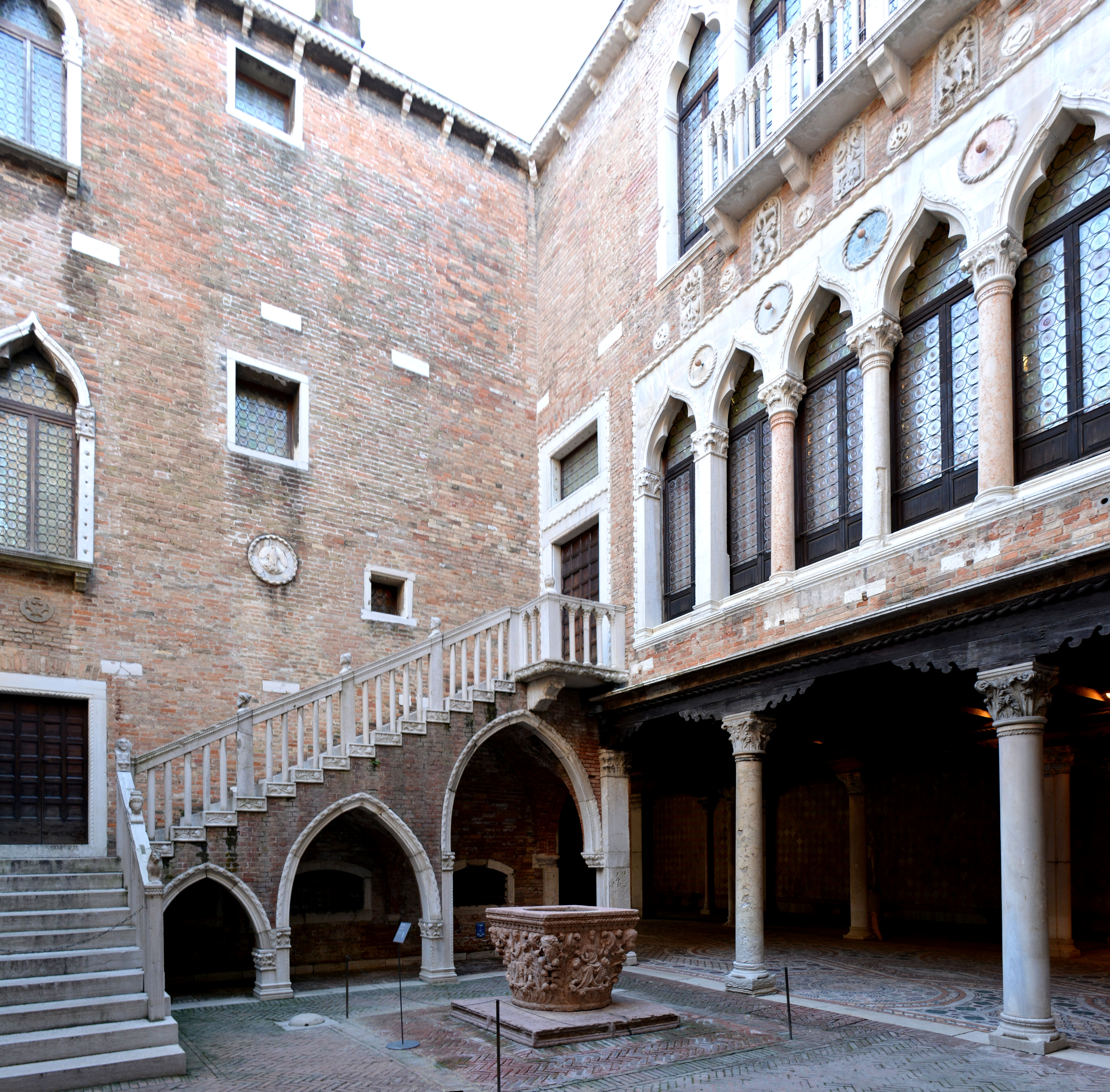
Двор палаццо
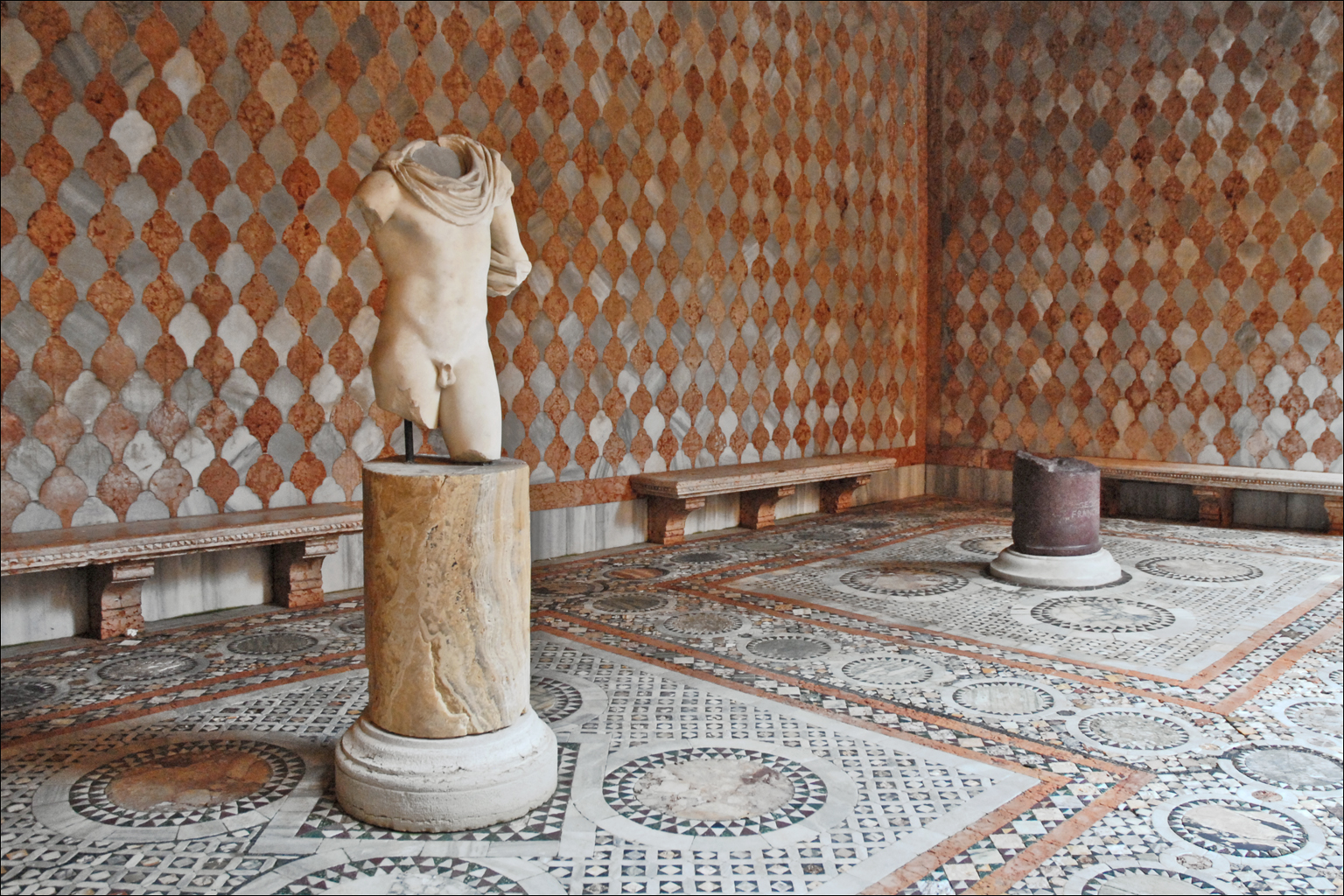
Часть галереи внутреннего двора
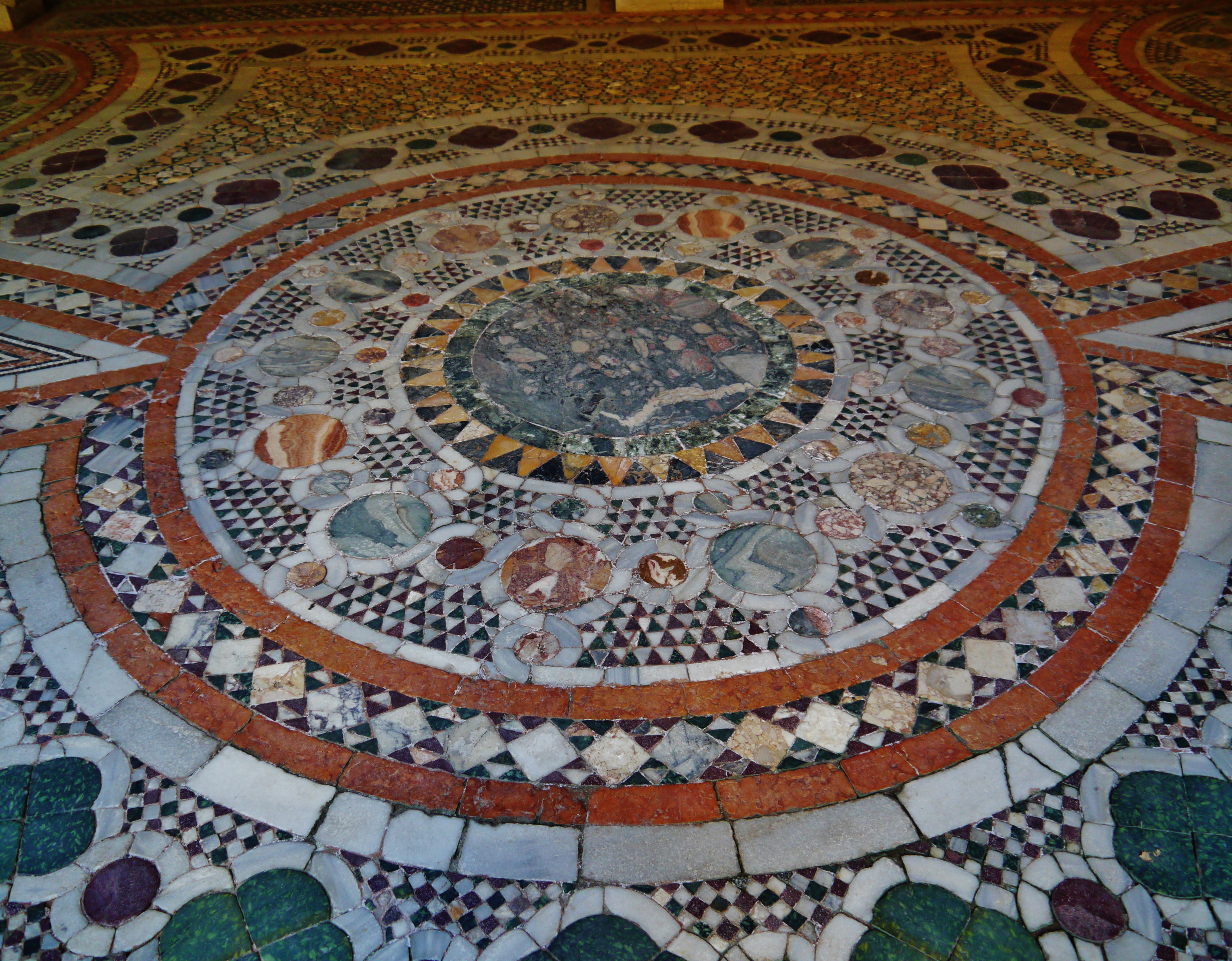
Павимент двора в стиле косматеско
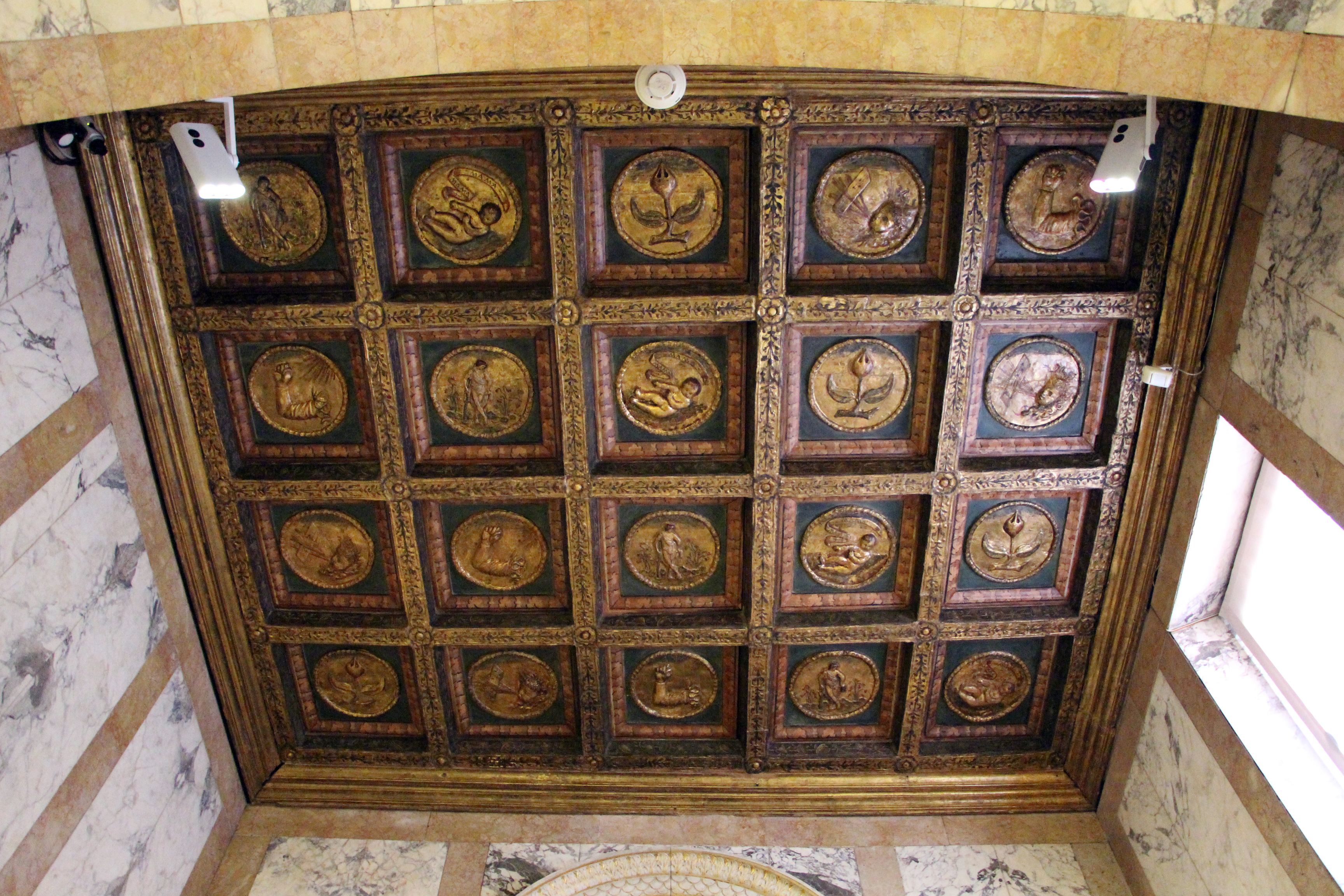
Плафон капеллы дворца
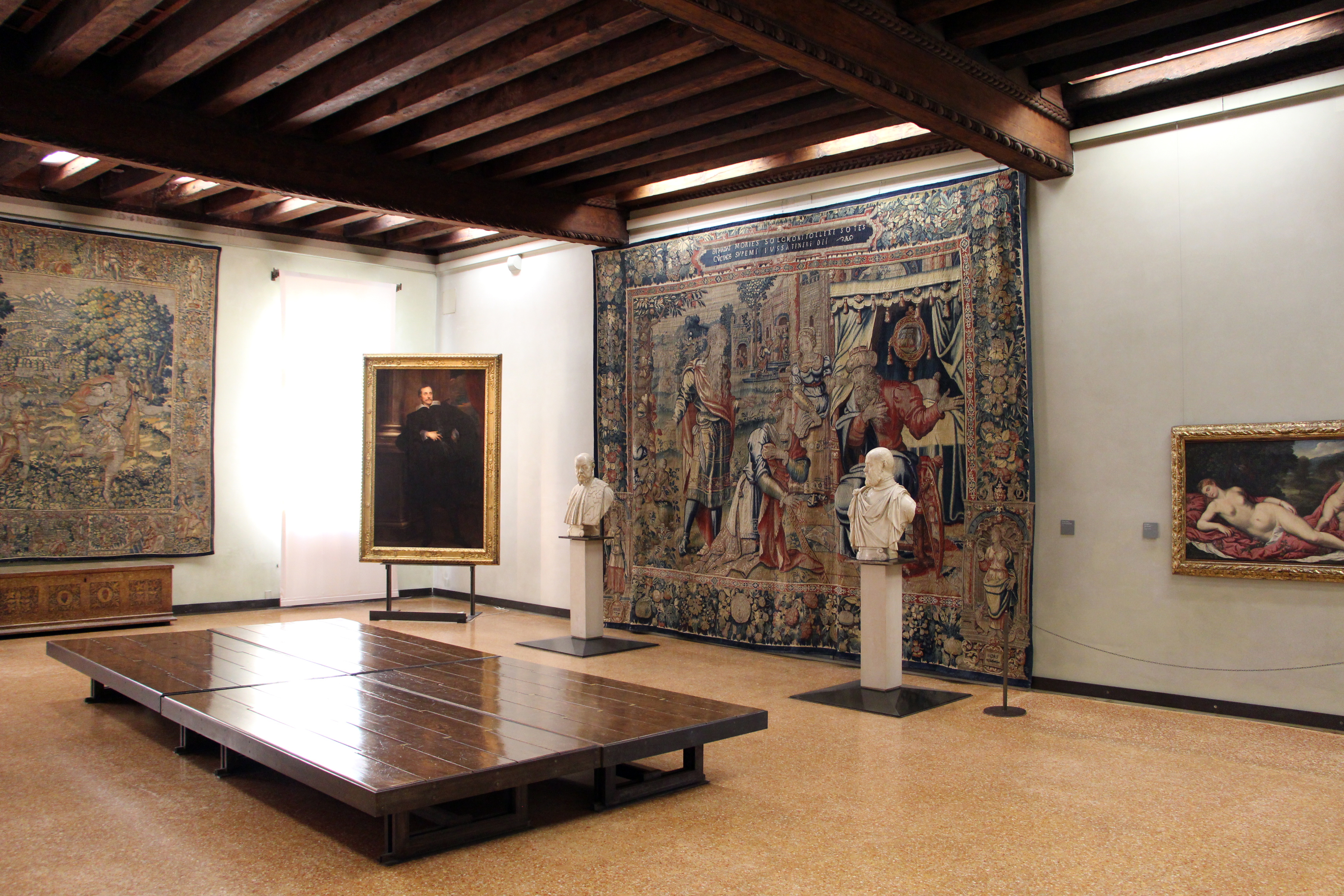
Один из залов второго этажа
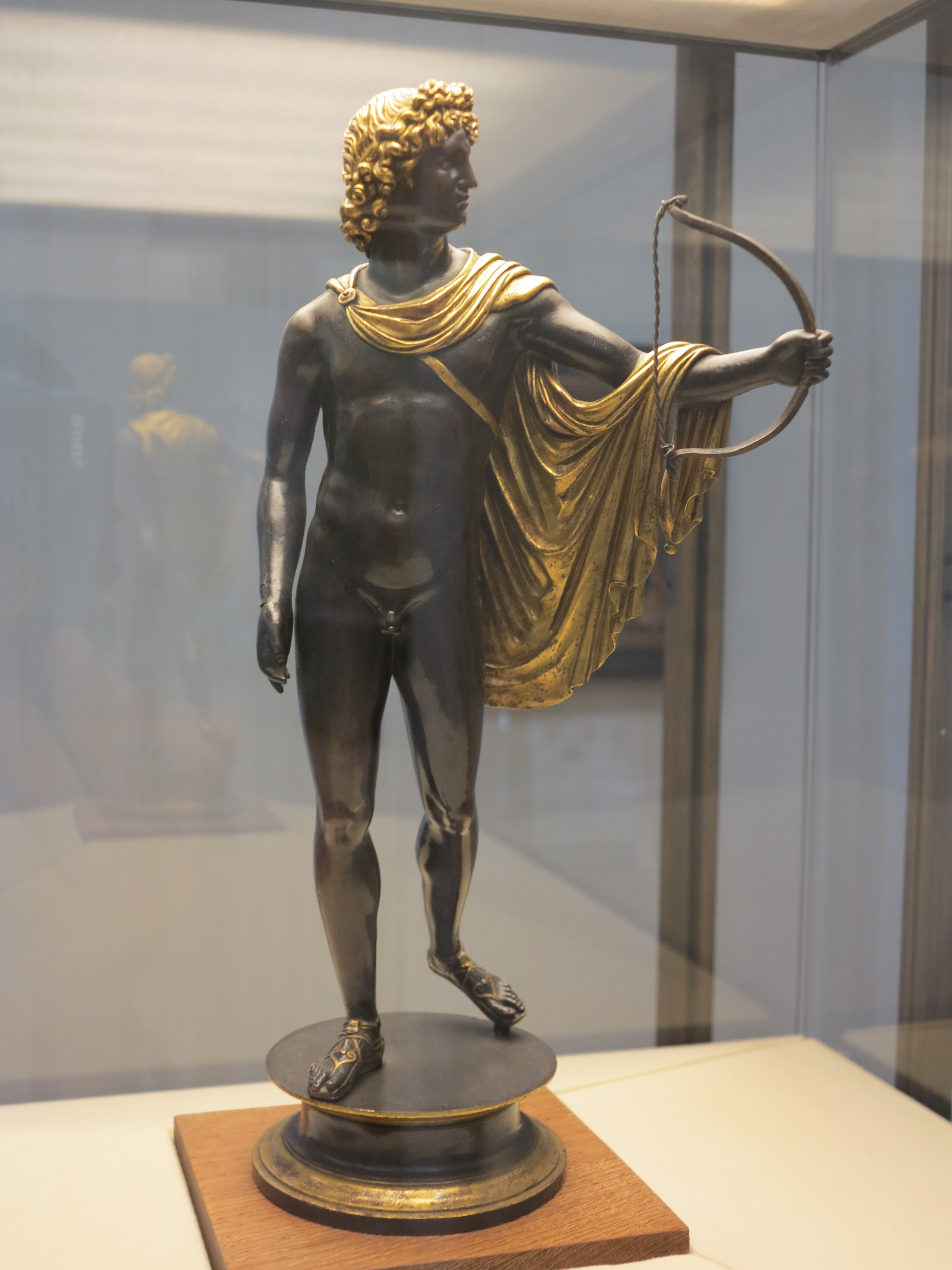
Якопо Бонаккольси. Aполлон Бельведерский. Бронза
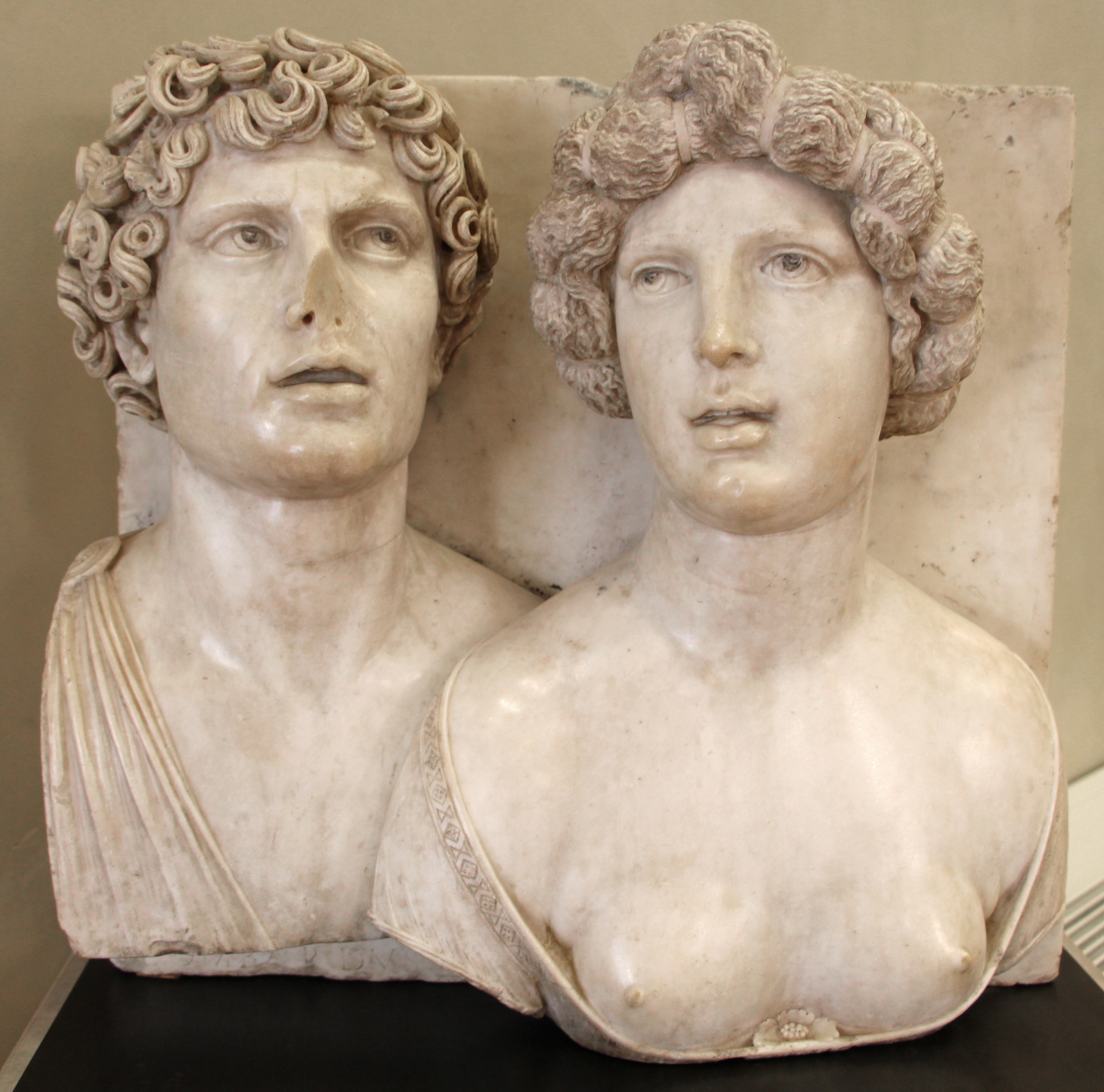
Туллио Ломбардо. Двойной портрет. Ок. 1500 г. Мрамор
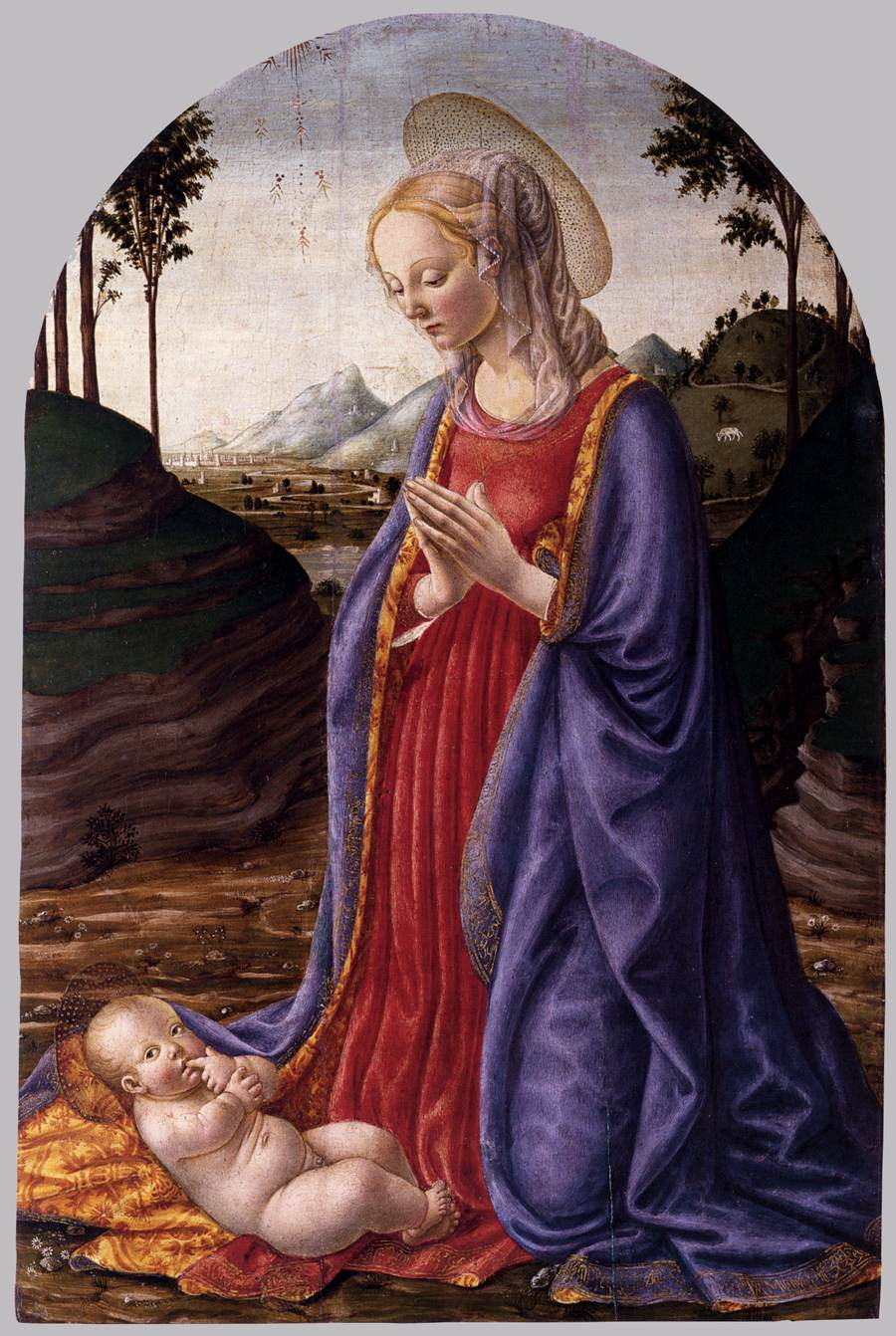
Ф. Боттичини. Мадонна с Младенцем. Ок. 1475. Дерево, темпера, масло
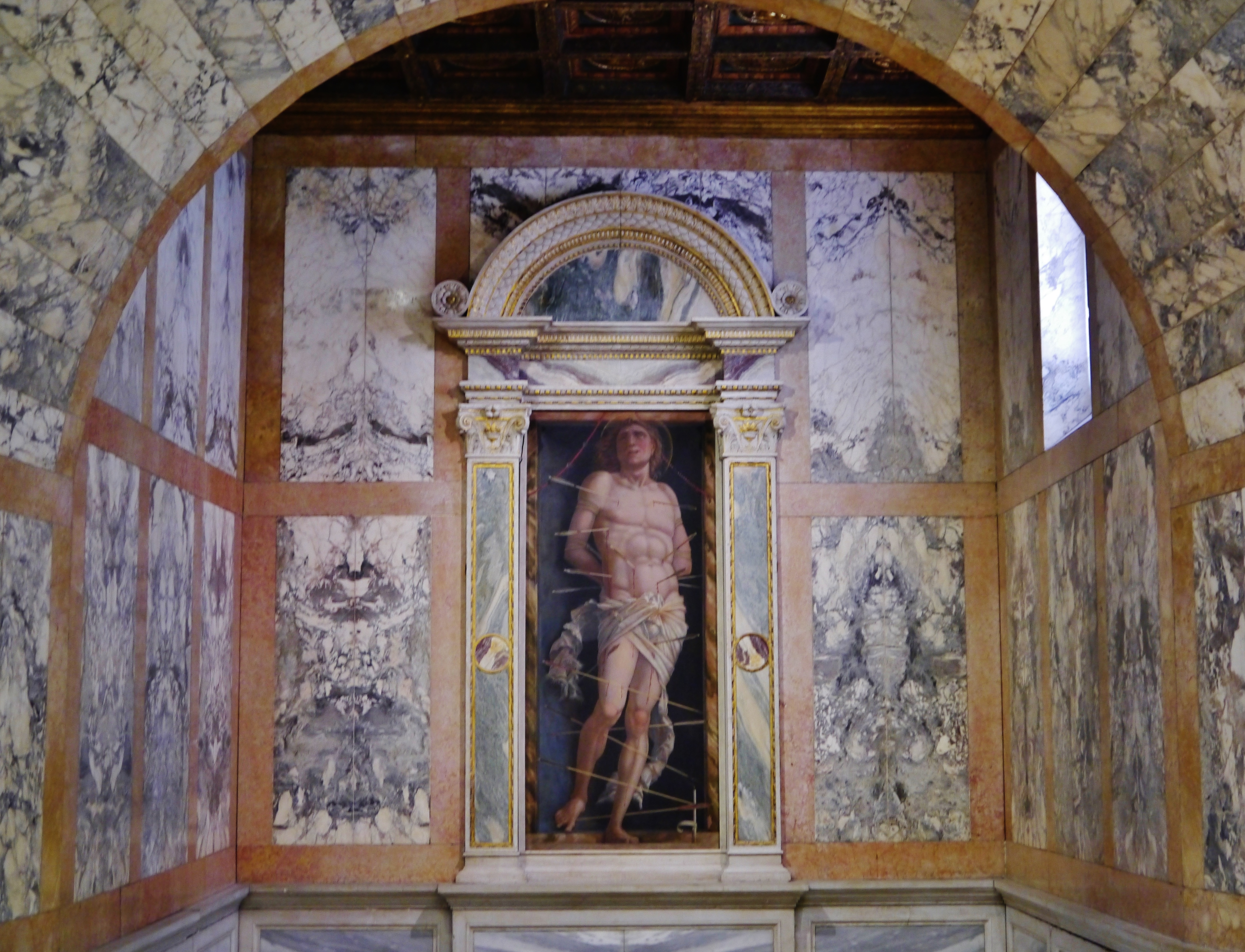
Галерея с картиной А. Мантеньи «Святой Себастьян»
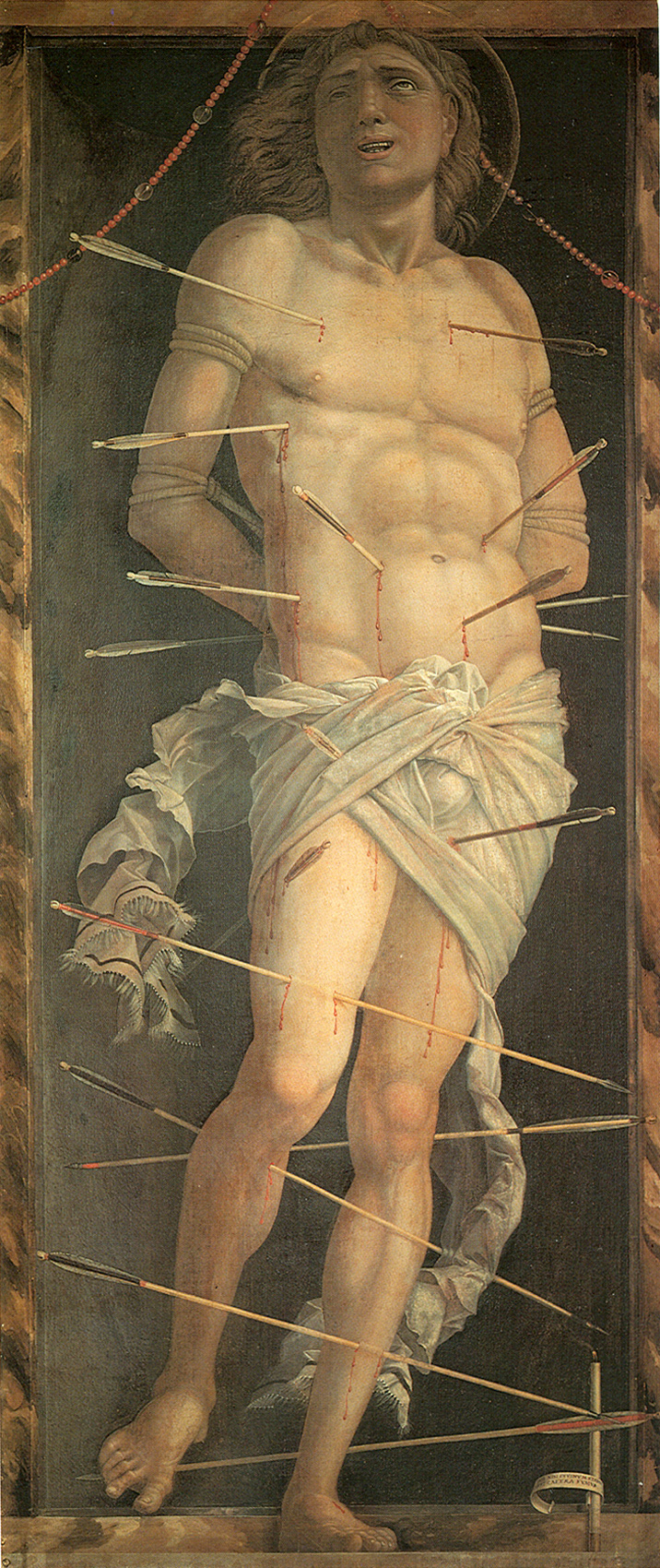
А. Мантенья. Святой Себастьян. 1490. Холст, масло
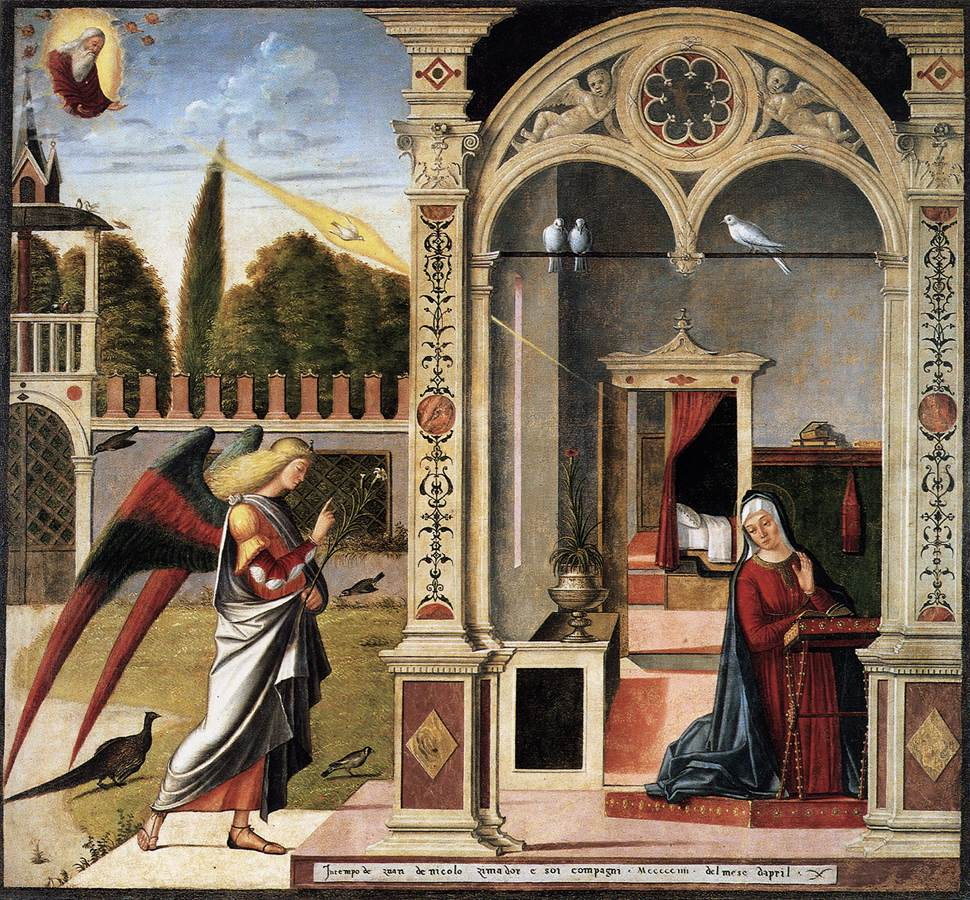
В. Карпаччо. Благовещение Марии. 1504. Дерево, темпера, масло
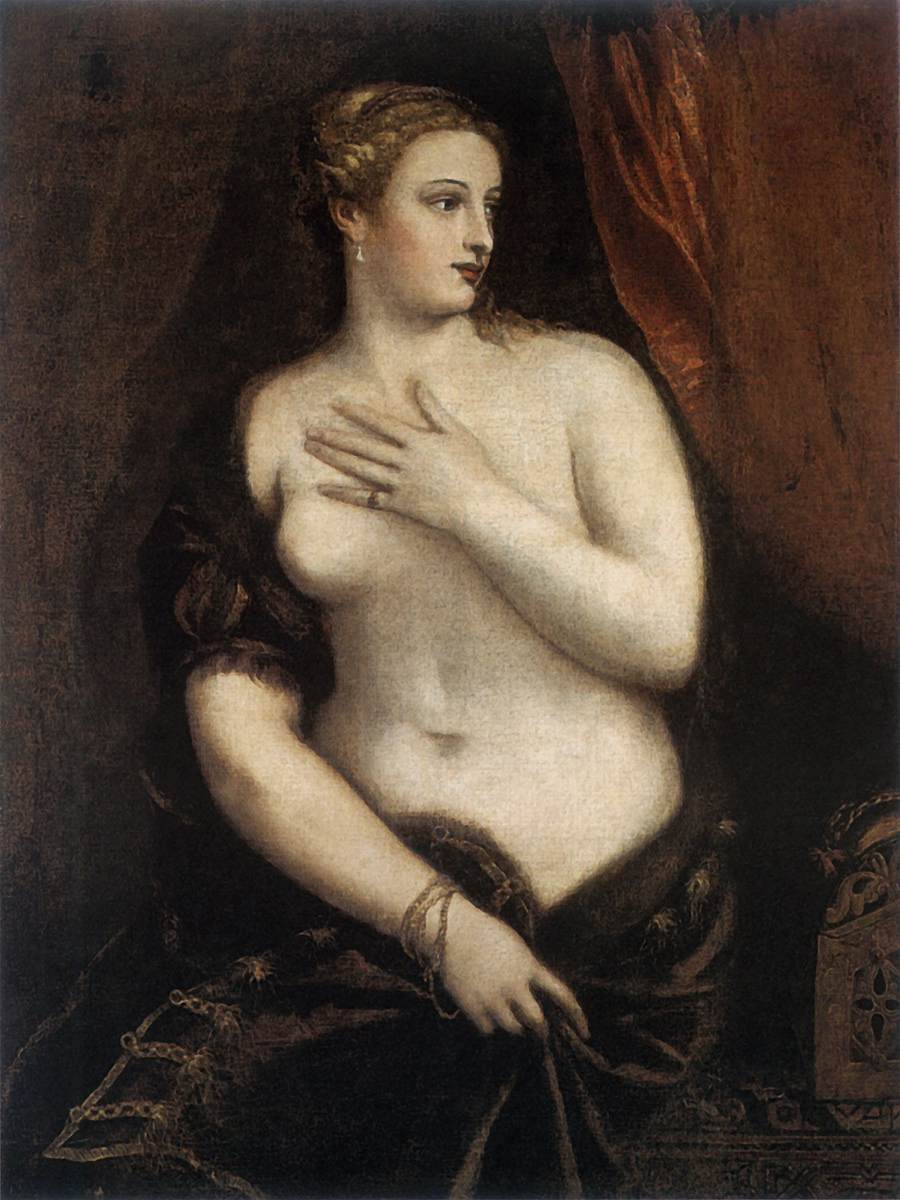
Тициан. Венера перед зеркалом. Ок. 1550. Холст, масло
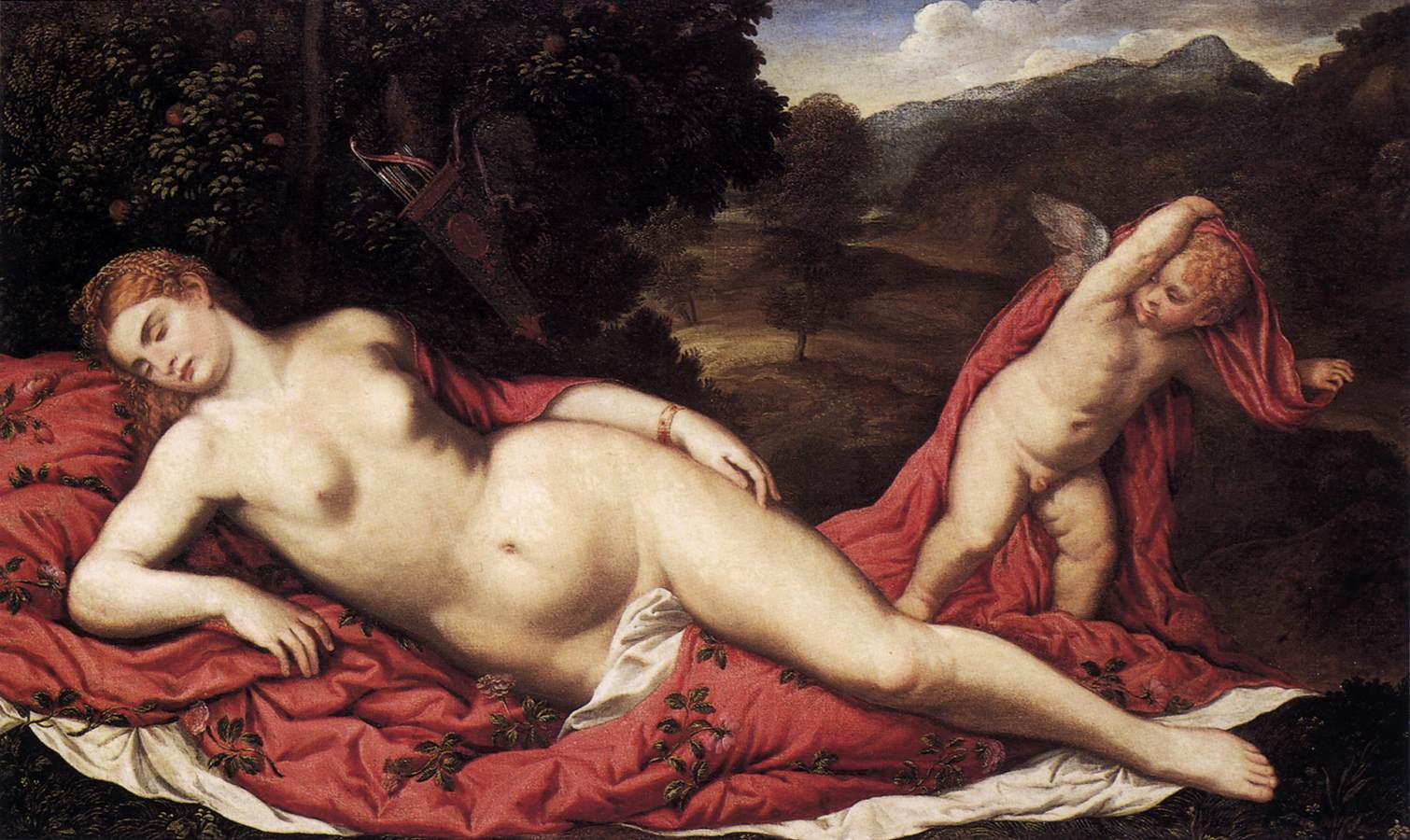
П. Бордоне. Спящая Венера с купидоном. Ок. 1540. Холст, масло